# Maria Szécsi
Marika Szécsi, Pseudonym Marie Rapp, (geboren 23. Dezember 1914 in Budapest, Österreich-Ungarn; gestorben 3. Juni 1984 in Wien) war eine österreichische Ökonomin ungarischer Herkunft.

## Leben
Die Jugendfreundin des Dichters Jura Soyfer stammte aus liberaler jüdischer Familie; mütterlicherseits war sie mit Karl Polanyi und Michael Polanyi verwandt. Szécsi begann ihr Studium in Wien und lebte seit 1937 in Cincinnati, Ohio mit ihrem ersten Ehemann, dem Arzt und Biochemiker Samuel Mitja Rapoport. Sie studierte in Cincinnati und Chicago Ökonomie und schloss mit dem Master’s degree ab. Nach ihrer Scheidung von Rapoport kehrte sie wieder nach Österreich zurück und war unter dem Pseudonym Marie Rapp in der KPÖ aktiv.
Anlässlich des ungarischen Volksaufstandes von 1956 exponierte sie sich als Kritikerin des sowjetischen Vorgehens, durfte auch dank der Fürsprache von Ernst Fischer einen entsprechenden Artikel in der Kulturzeitschrift Tagebuch vom 15. Dezember 1956 veröffentlichen, blieb aber innerparteilich isoliert und trat im Mai 1957 aus der KPÖ aus.
Maria Szécsi arbeitete in der Folge in der wirtschaftswissenschaftlichen Abteilung der Arbeiterkammer Wien unter Eduard März und unterrichtete ab 1982 an der Webster University, Wien. Sie war in zweiter Ehe mit Eduard März verheiratet.

## Publikationen
- (Marie Rapp): Amerika von Jefferson bis Eisenhower: Skizze der Geschichte der Vereinigten Staaten, Verlag Stern, Wien 1954
- Die NS-Justiz in Österreich und ihre Opfer (gemeinsam mit Karl Stadler), Herold Verlag Wien 1962
- Der Lohnanteil am österreichischen Volkseinkommen 1913 bis 1967, Verlag des Österreichischen Gewerkschaftsbundes, Wien 1970